# Clothes Drop
Clothes Drop é o sétimo álbum de estúdio do cantor jamaicano Shaggy, lançado em 2005. O álbum conta com a produção da dupla Sly & Robbie, Scott Storch, Tony Kelly e Soulshock & Karlin. São dezoito faixas com participações de Olivia (ex-G-Unit), em "Wild 2nite", will.i.am e Fergie (Black Eyed Peas), em "Shut Up and Dance", Nicole Scherzinger (Pussycat Dolls), em "Supa Hypnotic" e "Don't Ask He That", Natasha Watkins em "Ultimatum", entre outros.
| Críticas profissionais                                                      | Críticas profissionais |
| Avaliações da crítica                                                       | Avaliações da crítica  |
| Fonte                                                                       | Avaliação              |
| --------------------------------------------------------------------------- | ---------------------- |
| Rolling Stone                                                               | [ 1 ]                  |
| Esta tabela precisa de ser acompanhada por texto em prosa. Consulte o guia. |                        |

## Faixas
1. "Clothes Drop" – 4:04
2. "Ready Fi Di Ride" – 3:34
3. "Broadway" – 2:35
4. "Wild 2Nite" (feat. Olivia) – 3:29
5. "Back in the Days" (feat. Rayvon) – 4:00
6. "Supa Hypnotic" (feat. Nicole Scherzinger) – 3:35
7. "Would You Be" (feat. Brian Thompson) – 4:16
8. "Stand Up" – 3:34
9. "Repent" – 3:42
10. "Love Me Up" – 3:31
11. "Ahead in Life" – 3:16
12. "Ultimatum" (feat. Na'sha) – 3:33
13. "Shut Up & Dance" (feat. will.i.am & Fergie) – 3:24
14. "Don't Ask Her That" (feat. Nicole Scherzinger) – 4:25
15. "Road Block" (feat. Rikrok) – 3:32
16. "Gone with Angels" – 4:05
17. "Letter to My Kids" – 2:54
18. "Hold Me (faixa bônus) - 3:06